# Ferdinand von Kaphengst
Alfred Wilhelm Ferdinand von Kaphengst (* 18. Oktober 1795 in Berlin; † 3. Juli 1854 in Köln) war ein preußischer Generalmajor.

## Leben

### Herkunft
Ferdinand war der Sohn des preußischen Majors Christian Ludwig von Kaphengst (1740–1800) und dessen Ehefrau Therese, geborene Toussaint (1760–1822). Sein Vater war ein Günstling des Prinzen Heinrich von Preußen, Herr auf Meseberg, Baumgarten, Rauschendorf und Schönermark sowie Ritter des Johanniterordens.

### Militärkarriere
Kaphengst besuchte das Kadettenhaus in Berlin und wurde Mitte Mai 1812 als Sekondeleutnant im leichten Garde-Kavallerie-Regiment der Preußischen Armee angestellt. Während der Befreiungskriege kommandierte man ihn am 2. Mai 1813 als Ordonnanzoffizier zum russischen General Miloradowitsch. In dieser Stellung nahm Kaphengst an der Schlacht bei Bautzen teil und erhielt das Eiserne Kreuz II. Klasse sowie den Orden des Heiligen Wladimir IV. Klasse. Er kämpfte bei Dresden, wurde für Leipzig mit dem Goldenen Säbel für Tapferkeit ausgezeichnet und nahm an den Schlachten bei Brienne und Arcis-sur-Aube teil. Sein Verhalten in der Schlacht bei Paris wurde durch die Verleihung des Ordens der Heiligen Anna II. Klasse gewürdigt.
Am 21. Februar 1815 kam Kaphengst in das neugebildete Garde-Husaren-Regiment, das sich aus Teilen seines alten Regiments formierte. Er stieg bis Ende März 1821 zum Rittmeister und Eskadronchef auf. Mitte Oktober 1833 avancierte Kaphengst zum Major und etatsmäßigen Stabsoffizier. 1835 nahm er an der Revue von Kalisch teil. Im November 1838 wurde ihm das Kommandeurkreuz des Hausordens vom Weißen Falken verliehen. Unter Beförderung zum Oberstleutnant beauftragte man Kaphengst am 7. April 1842 zunächst mit der Führung des 2. Husaren-Regiments (gen. 2. Leib-Husaren-Regiment) in Herrnstadt und ernannte ihn am 10. Januar 1843 zum Regimentskommandeur. In gleicher Eigenschaft wurde Kaphengst am 30. März 1844 in das Garde-Husaren-Regiment nach Potsdam versetzt und am 22. März 1845 zum Oberst befördert. Mit der Versetzung nach Köln erfolgte am 27. April 1848 seine Ernennung zum Kommandeur der 15. Kavallerie-Brigade. Wenige Tage später erhielt Kaphengst die Erlaubnis zum Tragen der Uniform des Garde-Husaren-Regiments und stieg bis 19. April 1851 zum Generalmajor auf. Er starb am 3. Juli 1854 in Ausübung seines Dienstes an einer Unterleibskrankheit.

### Familie
Kaphengst verheiratete sich am 29. September 1823 in Berlin mit der Isabella Schickler (1805–1837), Tochter des Bankiers David Schickler. Nach ihrem frühen Tod ehelichte er am 28. Dezember 1839 in Potsdam Julie Henneberg (1807–1853). Aus den Ehen gingen folgende Kinder hervor:
- Arthur David Heinrich (* 1825), preußischer Major a. D. ⚭ 15. Oktober 1853 Bertha von Strampff (1834–1872)
- Alfred Wilhelm Ferdinand (1828–1887), preußischer Generalmajor
- Elise Marie (* 1831) ⚭ Wilhelm von Rüdiger, preußischer Regierungs- und Gewerberat, Hauptmann a. D.
- Marianne Anna (1833–1863)
- Franz Edgar (1835–1837)
- Therese Isabella (1836–1857)
- Mathilde Henriette (* 1840)
- Ferdinand (1842–1896), preußischer Sekondeleutnant a. D.
- Eugen Oskar (1845–1870), preußischer Sekondeleutnant im Kaiser Franz Garde-Grenadier-Regiment Nr. 2
- Clara (* 1847)